# Piotr Beczała
Piotr Beczała, né le 28 décembre 1966 à Czechowice-Dziedzice, est un ténor polonais qui se produit sur les plus grandes scènes internationales.

## Biographie
Né en Haute-Silésie dans le Sud de la Pologne, il étudie à l'Académie de musique Karol Szymanowski de Katowice, Katowice et fait ses débuts à Linz en 1997 avant d'être partie prenante, comme ténor soliste, de la troupe de l'Opéra de Zurich. Il joue le rôle de Tamino en 2001 à l'Opéra Garnier et entame une carrière internationale à partir de 2004 (Covent Garden, La Scala, Met de New York...).
Son répertoire typique de ténor lyrique, se diversifie peu à peu avec le développement de sa carrière internationale et une plus grande médiatisation. Ainsi remplace-t-il « au pied levé », le ténor Rolando Villazon au MET de New York en 2010, dans Lucia di Lamermoor de Donizetti pour une série de représentations aux côtés de la diva Anna Netrebko, avec retransmission dans les cinémas du monde entier et DVD à la clef.
Abonné au premier rôle masculin de La traviata de Verdi qu'il joue depuis 17 ans en Pologne, il interprète un Alfredo plus mature que ce rôle de jeune premier ne l'exige habituellement, dans la mise en scène de Dmitri Tcherniakov à la Scala de Milan, le 7 décembre 2013, pour la représentation d'ouverture de la saison de la prestigieuse maison italienne ce qui conduit une partie du public à quelques huées,. Il déclare qu'il ne remettra pas les pieds à la Scala compte tenu des pratiques de certains spectateurs.
Il enchaine par la suite de nombreux rôles du répertoire lyrique italien, russe et français, tels que Rodolfo (la Bohème, Puccini), Rodolphe (Luisa Millier, Verdi) au Metropolitan Opera puis au Liceu, le duc de Mantoue (Rigoletto), Lenski (Eugène Oneguine, Tchaikovsky), Le Prince (Russalka, Dvorak), Werther (Massenet), Faust (Gounod), Maurizio (Adriana Lecouvreur), Riccardo (Un ballo in maschera) se produisant souvent au MET de New York, l'Opéra de Paris, ceux de Munich, de Vienne, de Londres et de Berlin.
En 2016, il aborde pour la première fois un rôle wagnérien, celui du Chevalier au cygne, Lohengrin pour une série de représentations au SemperOper de Dresde sous la direction de Christian Thielemann, aux côtés d'Anna Netrebko, qui débute également en Elsa. Retransmise, l'une des représentations donnera lieu à un DVD.
Il est amené à reprendre le rôle au festival de Bayreuth 2018, à la suite de la défection de Roberto Alagna pressenti pour le rôle mais qui renonce un peu avant le début des répétitions. Piotr Beczala y confirme son adéquation au rôle et s'exprime d'ailleurs à son sujet dans un entretien réalisé par Vincent Guillemin pour Res Musica au milieu des séances, en qualifiant ainsi le héros wagnérien : « c’est un héros, il arrive avec son cygne, il fait le bien et il repart en cygne ».
En 2019, il débute à Vienne dans un nouveau rôle du répertoire, plus "spinto", Cavaradossi, le peintre de Tosca, où il emporte un triomphe aux côtés de Sonya Yoncheva. Il aborde ensuite Don José dans Carmen, toujours à Vienne, dans la mise en scène de Calixto Bieito, rôle qu'il reprend à la rentrée 2022. D'autres projets comme le rôle de Radamès (Aida) avaient été reportés du fait de la pandémie. Il  a fait ses débuts dans ce rôle au festival de Salzbourg l'été 2022. Il incarne également le Comte Loris Ipanov dans Fedora au Metropolitan opéra en janvier 2023 aux côtés de Sonya Yoncheva et chante une seule représentation du Turandot qui marque sa prise de rôle en Calaf à l'Opéra de Zurich en juin 2023 avant de devoir annuler les autres soirées pour cause de maladie. C'est à nouveau dans Lohengrin, mis en scène par Kiril Serebrennikov, qu'il fait l'ouverture de la saison de l'Opéra de Paris en septembre 2023.
Attaché à ses racines polonaises, il participe à la renaissance de l'opéra Halka de Stanislas Moniuszko joué à Vienne au Theater an der Wien et à Varsovie. Il est également familier du répertoire d'opérettes et du Lied en langue allemande, assurant, régulièrement des tournées de récital accompagné d'un pianiste, en Europe, aux USA comme en Amérique Latine.
Dans un entretien accordé à Diapason, il déclare être opposé aux productions des metteurs en scène trop modernistes rendant l'œuvre incompréhensible au public.
Piotr Beczala a écrit une autobiographie parue en 2021, intitulée "In die Welt Hinaus". Le ténor a également enregistré de nombreux CD solos, parmi lesquels on peut citer un récital chant/piano avec l'accompagnement d'Helmut Deutsch consacré aux mélodies de Karłowicz et de Moniuszko sorti en 2019, ou l'enregistrement paru chez Untel en 2022, des principaux airs de Franz Lehar, "Dein is mein ganzes Herz"

## CD et DVD
- Dvorak: Svatá Ludmila, Prague Chamber Chorus, Cologne West German Radio Chorus, Cologne West German Radio Symphony Orchestra, Gerd Albrecht - Orfeo - 2000
- Berlioz: Roméo et Juliette - Europa Chorakademie, Southwest German Radio Symphony Orchestra, Sylvain Cambreling, Nadine Denise, Piotr Beczala - Hänssler Classic - 2001
- Mozart: Die Zauberflöte - Zurich Opera Chorus, Zurich Opera Orchestra, Franz Welser-Möst, Kultur Video 2004
- Szymanowski : Le Roi Roger - Wielki Theatre Chorus, Wielki Theatre Orchestra, Jacek Kaspszyk - CD Accord - 2006
- Verdi: La Traviata - Zurich Opera Chorus, Zurich Opera Orchestra, Franz Welser-Möst - Arthaus Musik - 2006
- Mozart: Don Giovanni - Vienna State Opera Chorus, Vienna Philharmonic Orchestra, Daniel Harding - Decca - 2007
- Lehár: Das Land De Lächelns - Bavarian Radio Chorus, Munich Radio Orchestra, Ulf Schirmer - CPO - 2007
- Verdi: Rigoletto - Zurich Opera Chorus, Zurich Opera Orchestra, Nello Santi, Leo Nucci, Elena Mosuc, Piotr Beczala- Arthaus Musik 2007
- Verdi: La Traviata - Bayerisches Staatsorchester, Zubin Mehta, Anja Harteros, Piotr Beczala, Paolo Cavanelli - Farao- 2008
- Salut! - album solo d'airs d'opéra - Munich Radio Symphony Orchestra, Ion Marin- Orfeo - 2008
- Mozart: Die Entführung Aus Dem Serail - Landestheater Choir Linz, Bruckner Orchester Linz, Martin Sieghart - Oehms - 2010
- Slavic Opera Arias - Album solo d'airs d'opéra slaves - Polish Radio Symphony Orchestra, Lukasz Borowicz - Orfeo - 2010
- Gounod: Faust - Vienna State Opera Chorus, Vienna State Opera Orchestra, Bertrand De Billy - Orfeo - 2010
- Mozart: Die Zauberflöte - Paris National Opera Chorus, Paris National Opera Orchestra, Iván Fischer, Piotr Beczala, Dorothea Roschmann, Désirée Rancatore- Arthaus Musik - 2011
- Donizetti : Lucia Di Lammermoor - St. Petersburg Marinsky Theater Chorus, St. Petersburg Marinsky Theater Orchestra, Valery Gergiev Natalie Dessay, Piotr Beczala - Marinsky 2011
- Dvorak: Rusalka - Vienna State Opera Chorus, Cleveland Orchestra, Franz Welser-Möst Camilla Nylund, Piotr Beczala- Orfeo - 2011
- Puccini: La Boheme - Vienna State Opera Chorus Konzertvereinigung, Vienna Philharmonic Orchestra, Daniele Gatti Anna Netrebko, Piotr Beczala- Deutsche Grammophon - 2012
- Verdi Arias - album solo d'airs de Verdi - Polish Radio Symphony Orchestra, Lukasz Borowicz - Orfeo - 2013
- Heart’s Delight: The Songs of Richard Tauber - Comedian Harmonists, Royal Philharmonic Orchestra, Lukasz Borowicz- Deutsche Grammophon - 2013
- Tchaikovsky: Eugene Onegin - The Metropolitan Opera, Valery Gergiev Anna Netrebko, Mariusz Kwiecen, Piotr Beczala- Deutsche Grammophon - 2014
- The French Collection, album solo d'airs de l'opéra français, Lyon National Opera Orchestra, Alain Altinoglu - Deutsche Grammophon - 2015
- Dvorak: Rusalka - The Metropolitan Opera, Yannick Nézet-Séguin Renée Fleming, Piotr Beczala- Decca - 2015
- Verdi: Un Ballo In Maschera - Bayerisches Staatsorchester - Zubin Mehta - Johannes Erath, Anja Harteros, Piotr Beczala - UNITEL CLASSICA -2017
- Wagner : Lohengrin - Staatskapelle Dresden, Sächsischer Staatsopernchor - Christian Thielemann Anna Netrebko, Piotr Beczala, Derek Welton- Deutsche Grammophon - 2017
- Wagner : Lohengrin -  Chor & Orchester der Bayreuther Festspiele - Christian Thielemann Anja Harteros, Piotr Beczala- Deutsche Grammophon - 2019
- Karłowicz / Moniuszko: Pieśni (chansons) - Helmut Deutsch (piano) - Narodowy Instytut Fryderyka Chopina - Teatr Wielki – Opera Narodowa - 2019
- Vincerò! album solo d'airs d'opéra vériste[22] - Orquestra de la Comunitat Valenciana - Cor de la Generalitat Valenciana - Evgeniya Khomutova - Marco Boemi - PENTATONE - 2020
- Piotr Beczała - Arie -album solo d'airs d'opéra slaves et d'airs de Verdi - Polska Orkiestra Radiowa (since 2019 - Orkiestra Polskiego Radia w Warszawie) - Łukasz Borowicz - POLSKIE RADIO - 2021
- Moniuszko: Halka ORF Radio-Symphonieorchester Wien Łukasz Borowicz, Mariusz Treliński Theater an der Wien - UNITEL - 2022
- Dein Ist Mein Ganzes Herz - The Most Beautiful Melodies of Franz Lehar - Vienna Symphony Orchestra - Manfred Honeck - Theater an der Wien - UNITEL - 2022

## Récompenses et distinctions
- Médaille d'argent du Mérite culturel polonais Gloria Artis (2010)[23].
- Chevalier de l'ordre Polonia Restituta (2015)[24].
- International Opera Award dans la catégorie « interprète masculin » (2018)[25].